# 痣花
「痣花」（あざばな）は、Plastic Treeの43枚目のシングル。2023年7月19日発売。発売元はJVCケンウッド・ビクターエンタテインメント。

## 概要
前シングル『潜像』から約3年10ヶ月ぶりのシングル。
新曲としては2020年3月25日に発売されたアルバム『十色定理』以来3年4か月ぶりの作品となった。
CD版は完全生産限定盤の1タイプ発売。その他各種音楽ストリーミングサービスや主要ダウンロードサービスで配信された。
CD版にはカメラマンの中野敬久による「痣花」の歌詞にインスパイアされた写真を掲載したA5サイズ・全60ページのフォトブックレットが付属した。

## 収録曲
1. 痣花 [5:52][1]
  - 作詞：有村竜太朗、作曲：長谷川正、編曲：Plastic Tree
2. 痣花 (Instrumental) [5:49][1]